# Kurt Gober Band
Die Kurt Gober Band war eine Austro-Pop-Band der 1980er Jahre, bestehend aus Kurt Gober (* 12. Jänner 1954 in Strem, Burgenland) und Andy Fabianek.

## Werdegang
Im Jahr 1984 schafften sie mit Motorboot einen österreichischen Nummer-eins-Hit. Es war nix erreichte als weitere Singleveröffentlichung Platz zwei. Weitere Erfolge waren Wenn i bei Dir bin, Hand in Hand, I trau mi net, Gemein und Herzschlag.
Insgesamt gab es 16 Tonträgerveröffentlichungen. Darüber hinaus fanden Synchronveröffentlichungen in der Bundesrepublik Deutschland sowie Tonveröffentlichungen in der Schweiz und in Holland statt. Auftritte erfolgten sowohl in den diversen Fernseh-Hauptabendsendungen des ORF als auch in internationalen Fernseh-Shows, wie beispielsweise gemeinsam mit Falco als vom ORF für Österreich entsandte Vertreter in der in Ungarn aufgezeichneten TV-Show Die Rose von Szentendre, die in sieben europäischen Ländern ausgestrahlt wurde.
Ein Höhepunkt war der Live-Auftritt mit Opus bei Opus & Freunde vor 25.000 Personen beim Open Air in Graz im Stadion Liebenau. Dabei wurden die zwei Steirer von Falco eingeladen, als Chorsänger bei Rock Me Amadeus mitzuwirken.
Auf Einladung von Initiator Rudi Dolezal nahm das Duo am Gemeinschaftsprojekt österreichischer Musiker „Austria für Afrika“ teil. Das für das „Live Aid“-Projekt geschriebene Lied Warum erreichte den ersten Platz der österreichischen Singlehitparade.

## Diskografie
- 1982 Take it auf die leichte Schulter
- 1984 LP Streng Vertraulich
- 1984 Es war nix
- 1984 Motorboot
- 1984 I denk nur an dich
- 1985 LP An der Wand
- 1985 Wenn I bei Dir bin
- 1985 Kaugummi
- 1985 Pepi
- 1986 LP Herzschlag
- 1986 I trau mi ned
- 1986 Hand in Hand
- 1987 Herzschlag
- 1987 Gemein
- 1988 Heut' Nacht
- 1989 Wo ist die Rose